# Копилаш
Копилаш — гора в Чивчинских горах (часть Мармарошского массива). Расположена в  Верховинском районе  Ивано-Франковской области, юго-западнее села   Зелёное.
Высота 1599 м. Гора массивная, имеет конусообразную форму. Расположена на главном хребте Чивчинских гор. Вершина незалесненная. Склоны крутые (особенно восточные и южные). К востоку расположена гора  Керничный (1588,8 м), на северо-запад — гора Регеска (1569,6 м). Северными и западными склонами горы проходит так называемая Дорога Макензена, на северо-запад от вершины расположены перевалы, через который ведет эта дорога.
Через гору с северо-востока на запад (и далее на север) простирается украинско-румынская граница, поэтому большая часть горы расположена в пределах  Румынии.